# Список Прем'єр-міністрів Австралійського Союзу
У цій статті подано список Прем'єр-міністрів Австралії за іменами, датами народження, місцями народження, датами обрання до Парламенту Австралії, політичними партіями Австралії, виборчими округами, датами вступу на посаду, датами відставки, датами уходу з Парламенту та датами смерті.

## Список
| №    | Ім’я              | Ім’я        | Дата народження  | Місце народження         | Вперше обрано до Парламенту | Партія                 | Виборчий округ       | Зайняв (ла) пост  | Залишив (ла) пост | Вихід з Парламенту | Дата смерті       | Джерело |
| ---- | ----------------- | ----------- | ---------------- | ------------------------ | --------------------------- | ---------------------- | -------------------- | ----------------- | ----------------- | --- | ----------------- | ------- |
| 1    | Едмунд Бартон     |             | 18 січня 1849    | Сідней                   | 29 березня 1901             | Протекціоністи         | Хантер, НПУ          | 1 січня 1901      | 24 вересня 1903   | 30 вересня 1903 | 7 січня 1920      | [ 1 ]   |
| 2    | Альфред Дікін     |             | 3 серпня 1856    | Мельбурн                 | 29 березня 1901             | Протекціоністи         | Балларет, ВІК1       | 24 вересня 1903   | 27 квітня 1904    | (див. нижче) | (див. нижче)      | [ 2 ]   |
| 3    | Кріс Вотсон       |             | 9 квітня 1867    | Вальпараїсо, Чилі        | 29 березня 1901             | Лейбористи             | Бланд                | 27 квітня 1904    | 18 серпня 1904    | 19 лютого 1910 | 18 листопада 1941 | [ 3 ]   |
| 4    | Джордж Рід        |             | 25 лютого 1845   | Джонстоун, Шотландія     | 29 березня 1901             | Вільна торгівля        | Східний Сідней, НПУ  | 18 серпня 1904    | 5 липня 1905      | 24 листопада 1909 | 13 вересня 1918   | [ 4 ]   |
| —    | Альфред Дікін     | (див. вище) | (див. вище)      | (див. вище)              | (див. вище)                 | (див. вище)            | (див. вище)          | 5 липня 1905      | 13 листопада 1908 | (див. нижче) | (див. нижче)      |         |
| 5    | Ендрю Фішер       |             | 29 серпня 1862   | Кроссхауз, Шотландія     | 29 березня 1901             | Лейбористи             | Вайд-Бей, КВЛ        | 13 листопада 1908 | 2 червня 1909     | (див. нижче) | (див. нижче)      | [ 5 ]   |
| —    | Альфред Дікін     | (див. вище) | (див. вище)      | (див. вище)              | (див. вище)                 | Ліберали Співдружності | (див. вище)          | 2 червня 1909     | 29 квітня 1910    | 23 квітня 1913 | 7 жовтня 1919     |         |
| —    | Ендрю Фішер       | (див. вище) | (див. вище)      | (див. вище)              | (див. вище)                 | (див. вище)            | (див. вище)          | 29 квітня 1910    | 24 червня 1913    | (див. нижче) | (див. нижче)      |         |
| 6    | Джозеф Кук        |             | 7 грудня 1860    | Ньюкасл-на-Лаймі, Англія | 29 березня 1901             | Ліберали Співдружності | Парраматта, НПУ      | 24 червня 1913    | 17 вересня 1914   | 11 листопада 1921 | 30 липня 1947     | [ 6 ]   |
| —    | Ендрю Фішер       | (див. вище) | (див. вище)      | (див. вище)              | (див. вище)                 | (див. вище)            | (див. вище)          | 17 вересня 1914   | 27 жовтня 1915    | 27 жовтня 1915 | 22 жовтня 1928    |         |
| 7    | Біллі Г'юз        |             | 25 вересня 1862  | Лондон, Англія           | 29 березня 1901             | Лейбористи             | Західний Сідней, НПУ | 27 жовтня 1915    | 14 листопада 1916 | (див. нижче) | (див. нижче)      | [ 7 ]   |
| —    | Біллі Г'юз        | (див. вище) | (див. вище)      | (див. вище)              | (див. вище)                 | Національні лейбористи | (див. вище)          | 14 листопада 1916 | 17 лютого 1917    | (див. нижче) | (див. нижче)      |         |
| —    | Біллі Г'юз        | (див. вище) | (див. вище)      | (див. вище)              | (див. вище)                 | Націоналісти           | Бендіго, ВІК         | 17 лютого 1917    | 9 лютого 1923     | 28 жовтня 1952 | 28 жовтня 1952    |         |
| 8    | Стенлі Брюс       |             | 15 квітня 1883   | Мельбурн                 | 11 травня 1918              | Націоналісти           | Фліндерс, ВІК        | 9 лютого 1923     | 22 жовтня 1929    | втратив своє місце під час перебування на посту Прем'єр-міністра 12 жовтня 1929; переобраний 19 грудня 1931; пішов у відставку 6 жовтня 1933 | 25 серпня 1967    | [ 8 ]   |
| 9    | Джеймс Скаллін    |             | 18 вересня 1876  | Травалла                 | 13 квітня 1910              | Лейбористи             | Ярра, ВІК            | 22 жовтня 1929    | 6 січня 1932      | 31 жовтня 1949 | 28 січня 1953     | [ 9 ]   |
| 10   | Джозеф Лайонс     |             | 15 вересня 1879  | Секьюлар-Хед, Тасманія   | 12 жовтня 1929              | «Об'єднана Австралія»  | Вілмот, ТАС          | 6 січня 1932      | 7 квітня 1939     | 7 квітня 1939 | 7 квітня 1939     | [ 10 ]  |
| 11   | Ерл Пейдж         |             | 8 серпня 1880    | Графтон                  | 13 грудня 1919              | Аграріїи               | Коупер, НПУ          | 7 квітня 1939     | 26 квітня 1939    | 9 грудня 1961 | 20 грудня 1961    | [ 11 ]  |
| 12   | Роберт Мензіс     |             | 20 грудня 1894   | Джепарит                 | 15 вересня 1934             | «Об'єднана Австралія»  | Коойонг, ВІК         | 26 квітня 1939    | 28 серпня 1941    | (див. нижче) | (див. нижче)      | [ 12 ]  |
| 13   | Артур Фадден      |             | 13 квітня 1895   | Інгем                    | 19 грудня 1936              | Аграрії                | Дарлінг-Даунс, КВЛ   | 28 серпня 1941    | 7 жовтня 1941     | 14 жовтня 1958 | 21 квітня 1973    | [ 13 ]  |
| 14   | Джон Кертін       |             | 8 січня 1885     | Кресвік                  | 17 листопада 1928           | Лейбористи             | Фрімантл, ЗА         | 7 жовтня 1941     | 5 липня 1945      | 5 липня 1945 | 5 липня 1945      | [ 14 ]  |
| 15   | Френк Форд        |             | 18 липня 1890    | Мітчелл                  | 16 грудня 1922              | Лейбористи             | Капрікорн, КВЛ       | 6 липня 1945      | 13 липня 1945     | 28 вересня 1946 | 28 січня 1983     |         |
| 16   | Бен Чіфлі         |             | 22 вересня 1885  | Бетхерст                 | 17 листопада 1928           | Лейбористи             | Макворі, НПУ         | 13 липня 1945     | 19 грудня 1949    | 13 червня 1951 | 13 червня 1951    | [ 15 ]  |
| —    | Роберт Мензіс     | (див. вище) | (див. вище)      | (див. вище)              | (див. вище)                 | Ліберали               | (див. вище)          | 19 грудня 1949    | 26 січня 1966     | 17 лютого 1966 | 15 травня 1978    |         |
| 17   | Гарольд Голт      |             | 5 серпня 1908    | Сідней                   | 17 серпня 1935              | Ліберали               | Хіггінс, ВІК         | 26 січня 1966     | 19 грудня 1967 2  | 17 грудня 1967 | 17 грудня 1967    | [ 16 ]  |
| 18   | Джон Мак-Юан      |             | 29 березня 1900  | Чілтерн                  | 15 вересня 1934             | Аграрії                | Мюррей, ВІК          | 19 грудня 1967    | 10 січня 1968     | 1 лютого 1971 | 20 листопада 1980 | [ 17 ]  |
| 19   | Джон Гортон       |             | 9 вересня 1911   | Мельбурн                 | 22 лютого 1950 3            | Ліберали               | Хіггінс, ВІК         | 10 січня 1968     | 10 березня 1971   | 11 листопада 1975 4 | 19 травня 2002    |         |
| 20   | Вільям Мак-Магон  |             | 23 лютого 1908   | Сідней                   | 10 грудня 1949              | Ліберали               | Лоуї, НПУ            | 10 березня 1971   | 5 грудня 1972     | 4 січня 1982 | 31 березня 1988   |         |
| 21   | Гоф Вітлем        |             | 11 липня 1916    | Мельбурн                 | 29 листопада 1952           | Лейбористи             | Верріва, НПУ         | 5 грудня 1972     | 11 листопада 1975 | 31 липня 1978 | 21 жовтня 2014    |         |
| 22   | Малколм Фрейзер   |             | 21 травня 1930   | Мельбурн                 | 10 грудня 1955              | Ліберали               | Веннон, ВІК          | 11 листопада 1975 | 11 березня 1983   | 31 березня 1983 | 20 березня 2015   |         |
| 23   | Роберт Гоук       |             | 9 грудня 1929    | Бордертаун               | 18 жовтня 1980              | Лейбористи             | Віллс, ВІК           | 11 березня 1983   | 20 грудня 1991    | 20 лютого 1992 | 16 травня 2019    |         |
| 24   | Пол Кітінг        |             | 18 січня 1944    | Сідней                   | 25 жовтня 1969              | Лейбористи             | Блексленд, НПУ       | 20 грудня 1991    | 11 березня 1996   | 23 квітня 1996 | живий             |         |
| 25   | Джон Говард       |             | 26 липня 1939    | Сідней                   | 18 травня 1974              | Ліберали               | Беннелонг, НПУ       | 11 березня 1996   | 3 грудня 2007     | втратив своє місце під час перебування на посту Прем'єр-міністра 24 листопада 2007                                                           | живий             |         |
| 26   | Кевін Радд        |             | 21 вересня 1957  | Намбур                   | 3 жовтня 1998               | Лейбористи             | Гріффіт, КВЛ         | 3 грудня 2007     | 24 червня 2010    | | живий             |         |
| 27   | Джулія Гіллард    |             | 29 вересня 1961  | Баррі                    | 1998                        | Лейбористи             |                      | 24 червня 2010    | 27 червня 2013    | — | жива              |         |
| (26) | Кевін Радд        |             | 21 вересня 1957  | Намбур                   | 3 жовтня 1998               | Лейбористи             | Гріффіт, КВЛ         | 27 червня 2013    | 18 вересня 2013   | | живий             |         |
| 28   | Тоні Ебботт       |             | 4 листопада 1957 | Лондон (Велика Британія) | 1994                        | Ліберали               | Уорінгау, НПУ        | 18 вересня 2013   | 15 вересня 2015   | | живий             |         |
| 29   | Малкольм Тернбулл |             | 24 жовтня 1954   | Сідней                   | 2004                        | Ліберали               |                      | 15 вересня 2015   | 24 серпня 2018    | | живий             |         |
| 30   | Скотт Моррісон    |             | 13 травня 1968   | Сідней                   | 2007                        | Ліберали               |                      | 24 серпня 2018    | 23 травня 2022    | | живий             |         |
| 31   | Ентоні Албаніз    |             | 2 березня 1963   | Сідней                   | 1996                        | Лейбористи             | Грейндлер, НПУ       | 23 травня 2022    | чинний            | | живий             |         |